# Walter-Maack-Eisstadion
Das Walter-Maack-Eisstadion ist eine Eissporthalle in Adendorf, Niedersachsen, und ist der Heimspielort des Eishockeyregionalligisten Adendorfer EC.

## Lage
Das Stadion ist Teil des Adendorfer Sportzentrums am Scharnebecker Weg und neben der Eissporthalle Harsefeld das einzige im Regierungsbezirk Lüneburg des Bundeslandes Niedersachsen.

## Geschichte
1974 wurde vom Adendorfer Gemeinderat, unter Führung von Bürgermeister Walter Maack und Ratsherr Benno Wierczyk, der Bau des Adendorfer Eisstadions beschlossen. Am 13. November 1976 wurde das offene Eisstadion eingeweiht, welches zunächst nur aus einer Eisfläche mit Bandenbegrenzung bestand. Ab 1984 wurde das Stadion in zwei Schritten ausgebaut. Zunächst erfolgte die Überdachung von Tribünen und Eisfläche, gefolgt von einem zweiten Bauabschnitt 1986, in dem das Stadion seitlich geschlossen, sowie um Umkleidekabinen und Sanitäranlagen erweitert wurde.
Im März 2001 erhielt das „Eisstadion Adendorf“ seinen jetzigen Namen „Walter-Maack-Eisstadion“, benannt nach dem kurz zuvor verstorbenen ehemaligen Bürgermeister und Ehrenbürger Adendorfs, Walter Maack, welcher sich rund 25 Jahre zuvor für den Bau der Halle eingesetzt hatte.

## Nutzung
Die Halle steht zum öffentlichen Eislauf offen, außerdem werden weitere Veranstaltungen wie Eisdiskos angeboten. Der Eishockeyregionalligist Adendorfer EC und dessen Nachwuchsmannschaften tragen im Walter-Maack-Eisstadion ihre Heimspiele aus.

## Weblink
- Homepage des Eisstadions